# A Lua Representa Meu Coração
A Lua Representa Meu Coração (em chinês: 月亮代表我的心; em pinyin: Yuèliàng Dàibiǎo Wǒ di Xīn) é uma canção chinesa, de autoria desconhecida, que ficou famosa quandro interpretada pela cantora taiwanesa Teresa Teng na década de 1970. Descrita como "uma canção de amor com ritmo de valsa", tem sido gravada por outros artistas desde a morte de Teng, em 1995, e permanece sendo um de seus maiores sucessos.

## Significado
A canção diz que as palavras não conseguem transmitir adequadamente o amor de uma pessoa por outra, mas a Lua, que é o símbolo do romance na cultura chinesa, pode mostrar o profundo afeto.

## Impacto cultural
Até o final da década de 1970, o governo da República Popular da China não permitia a entrada de música estrangeira no país. A Lua Representa Meu Coração tornou-se uma das primeiras canções estrangeiras populares (chamadas de canções gangtai) no país comunista, sob a nova Política de Portas Abertas.
As canções de Teng, na década seguinte, revolucionaram a música na China. Seu canto, descrito como "suave, doce, frequentemente sussurrante e refreado", foi considerado o "ideal" na música gangtai daquela época.
Antes da chegada de Teng, canções de amor não existiam na China. Conforme o cineasta Jia Zhangke disse mais tarde, "A Lua Representa Meu Coração foi algo completamente novo. As pessoas da minha geração foram repentinamente influenciadas por esse mundo muito pessoal e individual. Antes disso, tudo era coletivo...".

## Legado
Teresa Teng faleceu após um ataque de asma em 1995, mas A Lua Representa Meu Coração continua sendo interpretada, hoje no século XXI, com certa frequência na Ásia, inclusive em eventos políticos, tendo sido muito popular no karaokê. Já foi gravada por músicos como Faye Wong, David Tao, Andy Lau e Leslie Cheung. A canção é considerada um "clássico" e, segundo uma fonte, "todos os chineses estão familiarizados com ela". 

### Bibliográficas
- Baranovitch, Nimrod. China's new voices: popular music, ethnicity, gender, and politics, 1978-1997 (University of California Press, 2003), pp. 10-13.